# Gustav August Munzer
Gustav August Munzer (* 9. Januar 1887 in Oerlsdorf; † 23. August 1973 in Düsseldorf) war ein deutscher Architekt. Sein bekanntestes Bauwerk ist das Marine-Ehrenmal Laboe.

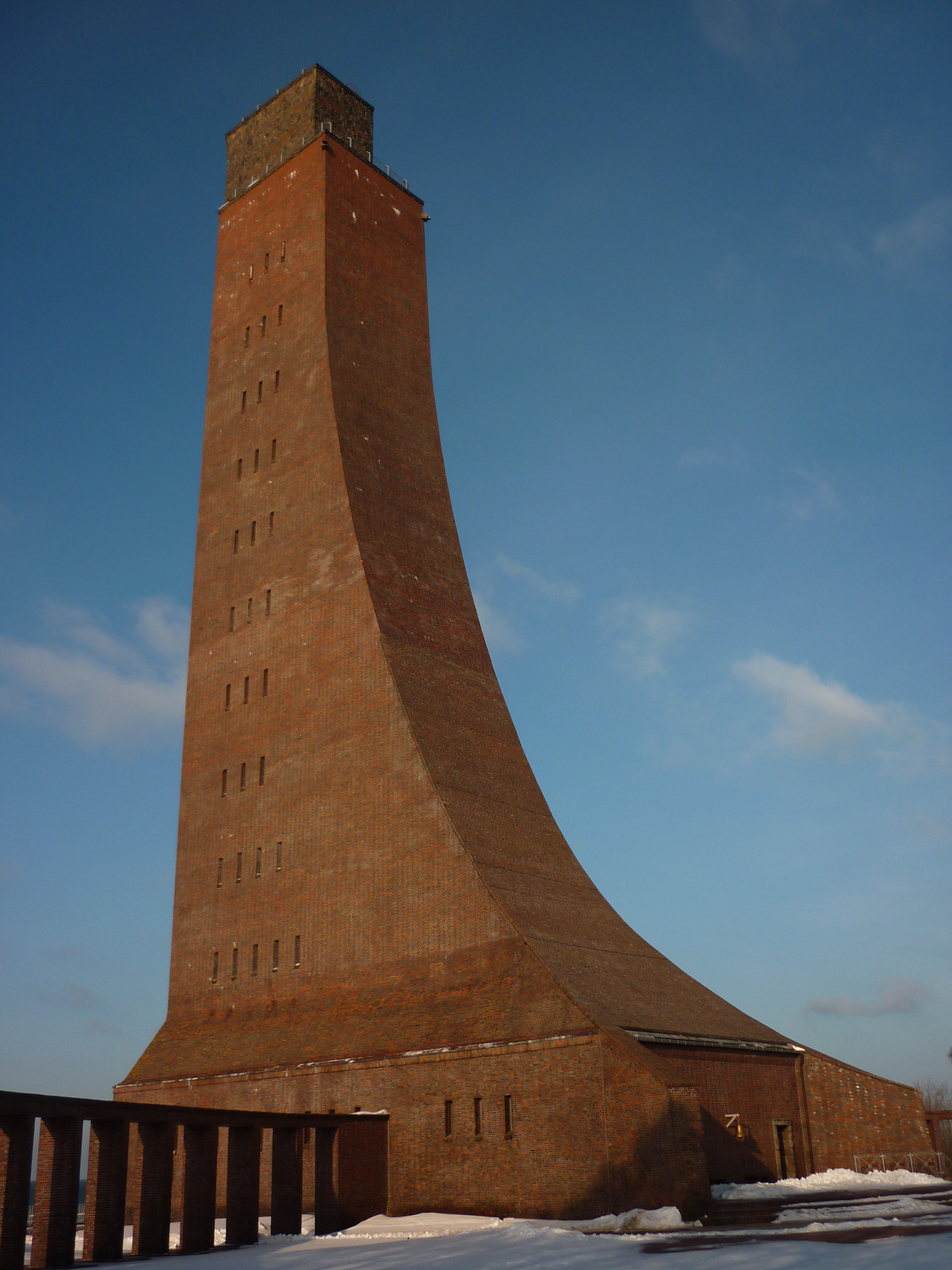
Marine-Ehrenmal Laboe, erbaut 1927–1936

## Leben
Munzer studierte von 1904 bis 1907 an der Baugewerkschule in Coburg und fand danach eine erste Anstellung im Büro des Architekten Willroth in Flensburg. Von 1908 bis 1910 war er Mitarbeiter des Architekten Lauritz Petersen Thaysen in Tondern (Tønder, Dänemark). 1910 ging Munzer an die Kunstgewerbeschule Düsseldorf, zu seinen Lehrern dort zählte Wilhelm Kreis. Obwohl er noch bis 1913 Kurse an der Kunstgewerbeschule belegte, machte er sich bereits 1911 als Architekt selbständig.
1915 heiratete Munzer die Tochter eines Baurats, aus der Ehe gingen drei Kinder hervor. Er war Mitglied im Deutschen Werkbund (DWB) und im Bund Deutscher Architekten (BDA); 1939 wurde er – wohl vor allem wegen des allgemein positiv beurteilten Marine-Ehrenmals – anlässlich des 50. Geburtstages von Adolf Hitler zum Professor ernannt (vgl. Titularprofessor). Er übte seinen Beruf noch bis ca. 1970 aus, sein besonderes Augenmerk galt dem preiswerten Wohnungsbau für Arbeiter und Angestellte; mit diesem Ziel legte er mehrere Wohnsiedlungen an. Munzers umfangreicher, aus Fotos, Ansichtskarten und Plänen bestehender Nachlass befindet sich im Düsseldorfer Stadtarchiv.

## Bauten
(Auswahl)
- 1919–1920: Gebäude der Werft Burgerhout (Bourgerkant) in Rotterdam (Niederlande)
- 1921 ff.: Siedlungen in Bensberg (Rosenhecke), Hochemmerich und Langenfeld (Steinrausch)
- vor 1924: Gefallenendenkmal in Orsoy
- vor 1924: Montagehalle und Wohlfahrtsgebäude für die „Hafa“ Maschinenbau AG in Düsseldorf
- 1924–1925: Mehrfamilienwohnhaus Prinz-Georg-Straße 100 in Düsseldorf

Es handelt sich um ein neungeschossiges Haus mit achtzehn komfortablen Wohnungen, das als Deutschlands erstes Hochhaus im Bereich des Wohnungsbaus gilt. Die beiden obersten, zurückgestaffelten Geschosse wurden im Krieg zerstört. Das Gebäude steht seit 1984 unter Denkmalschutz.

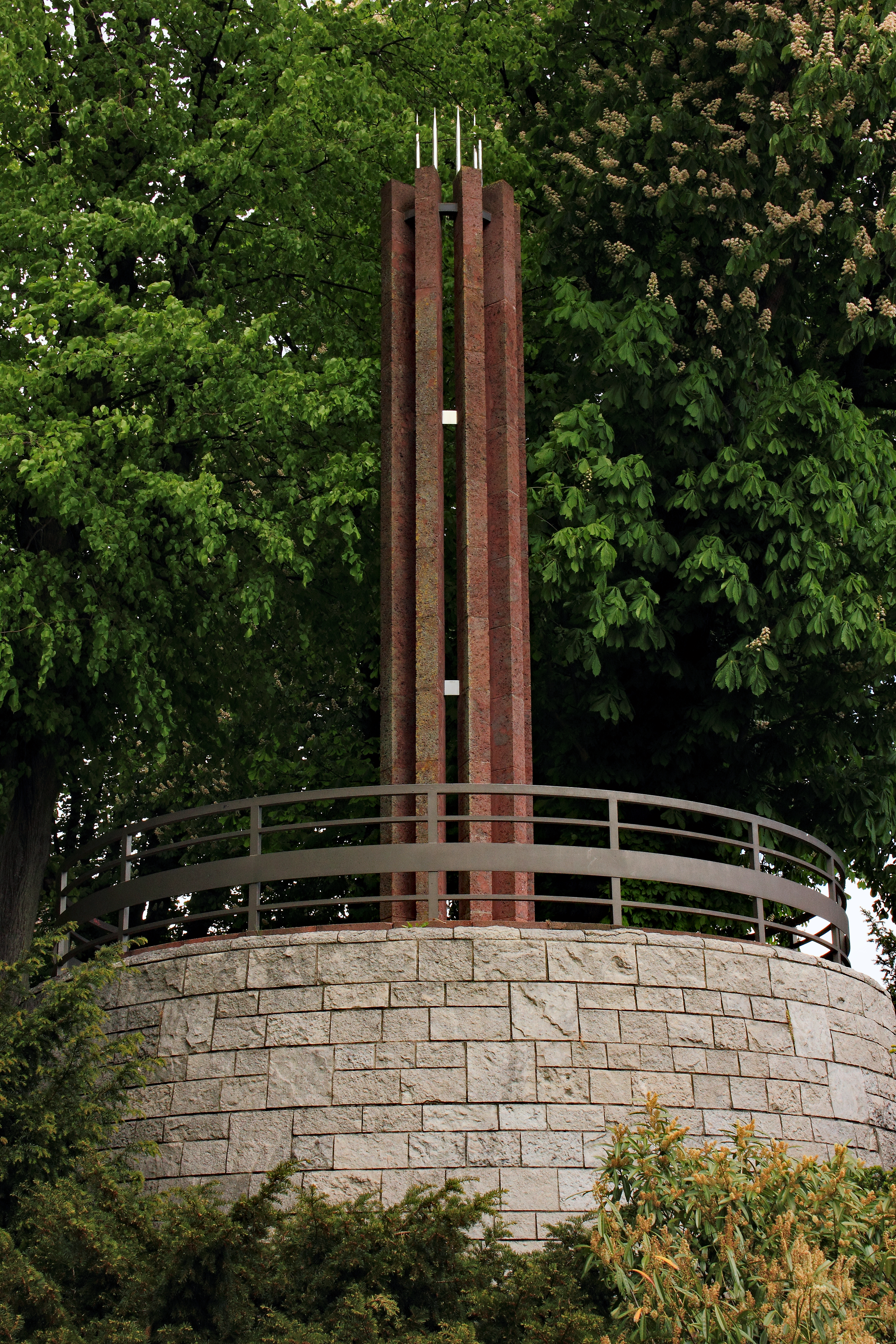
Gefallenen-Ehrenmal der CAU Kiel

- 1925–1926: Mehrfamilienwohnhaus Camphausenstraße 8–10 in Düsseldorf
- 1926: Bauten für die Ausstellung „GeSoLei“ in Düsseldorf
  - Sonderausstellungshalle für die Degerma Milchgesellschaft
  - Halle 39 des Deutschen Brauerbundes
  - Halle 9
  - Eingangsbau an der Cecilienallee
- 1927–1928: Wohn- und Siedlungsbauten Yorckstraße 2–20 in Düsseldorf
- 1927–1929: Wohn- und Siedlungsbauten Quirinstraße 20–22, Arnulfstraße 8–18, Düsseldorf-Oberkassel. (seit 1994 unter Denkmalschutz)
- 1927–1936: Marine-Ehrenmal Laboe bei Kiel

1927 nahm Munzer an einem vom Deutschen Marinebund ausgelobten Architekturwettbewerb teil. Formal wurde der erste Preis dem Bremer Architekten Heinz Stoffregen zuerkannt, obwohl der Jury der expressionistische Entwurf Munzers besser gefallen hatte. Dieser hätte jedoch die veranschlagten Baukosten von 500.000 Reichsmark bei weitem überschritten. Die Preisrichter empfahlen deshalb, den Entwurf zu verändern. Munzer kam dem nach und wurde mit der Ausführung beauftragt. Der 1936 abgeschlossene und im Beisein von Adolf Hitler eingeweihte Bau machte Munzer weit über Düsseldorf hinaus bekannt.
- 1929–1930: Doppelschule, Mintroper Weg 43, Kettwig (heute Stadtteil von Essen)[3]
- 1931: Gefallenen-Ehrenmal der Christian-Albrechts-Universität in dem Schlossgarten/Düsternbrooker Weg, Kiel
- 1935: „Josef-Goebbels-Jugendherberge“[4] in Düsseldorf-Oberkassel (gemeinsam mit Karl Früh)
- nach 1945: Siedlung in Düsseldorf-Stockum
- 1955–1961: „Norbert-Schmidt-Siedlung“ in Düsseldorf-Gerresheim